# Kaspische Sprachen

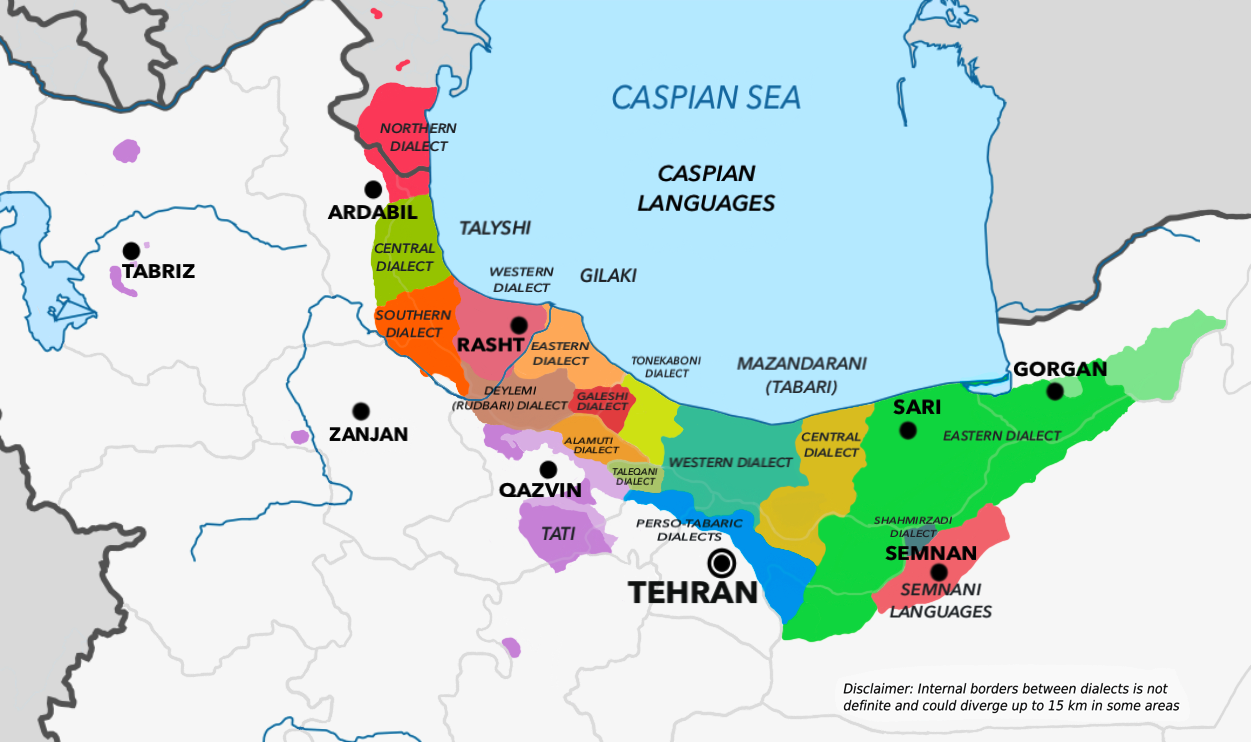
Lage der Kaspischen Sprachen

Die Kaspischen Sprachen sind ein Zweig der iranischen Sprachen der indogermanischen Sprachfamilie. Sie werden am südlichen Kaspischen Meer gesprochen, überwiegend in den iranischen Provinzen Mazandaran und Gilan.

## Sprachen
- Gilaki (4,2 Mio.)[1]
  - Rashti, Galeshi, Lahijani, Langerudi, Matshiani u. a.
- Mazenderani (2,3 Mio.)[1]
  - Sari, Baboli, Amoli, Tunekabuni, Shahi, Tshalusi, Velatrui, Shahmirzadi u. a.
- Gurgani †
- Semnani
  - Semnani, Sangsari, Sorkhei, Lasgerdi (zusammen 50 Tsd.)
- Talisch (1 Mio.)
  - Masally, Lerik, Lenkoran, Astara; Vizne, Tularud, Asalem, Shandarman, Masal, Masule, Zide u.

- Tati (220 Tsd.)
  - Nordwest-Dialekte: Harzandi, Keringani
  - Nordost-Dialekte: Shali, Kajali, Hazzarudi, Taromi
  - Süd-Dialekte: Takestani, Tshali, Sagzabadi, Eshtehardi u. a.
  - Südwest-Dialekte: Cho'ini u. a.
  - Südost-Dialekte: Rudbari, Alamuti u. a.Anteil der Menschen, die eine kaspische Sprache sprechen

Anteil der Menschen, die eine kaspische Sprache sprechen

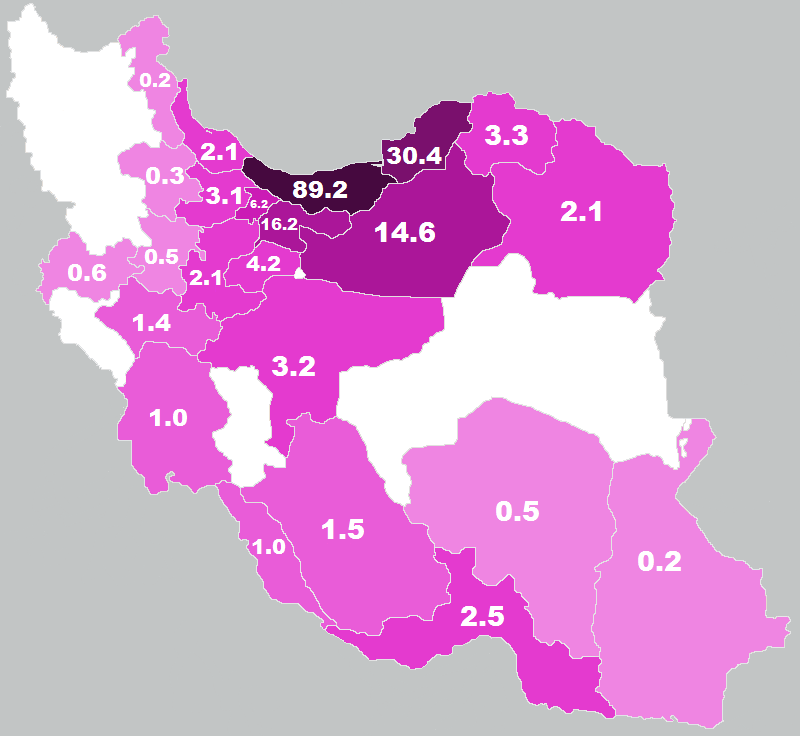
Masanderanischsprachige Bevölkerung im Iran
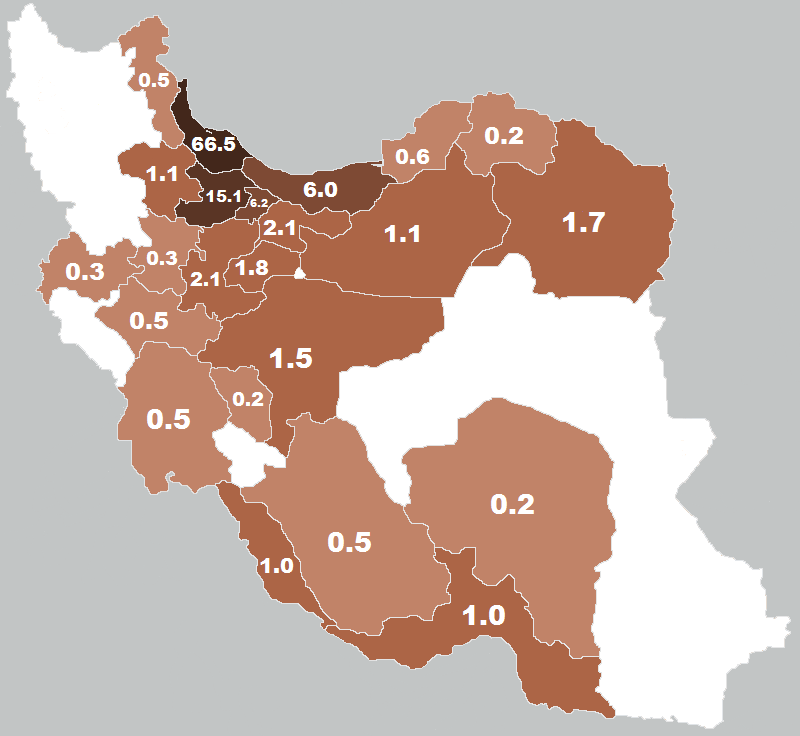
Gilaki-sprachige Bevölkerung im Iran
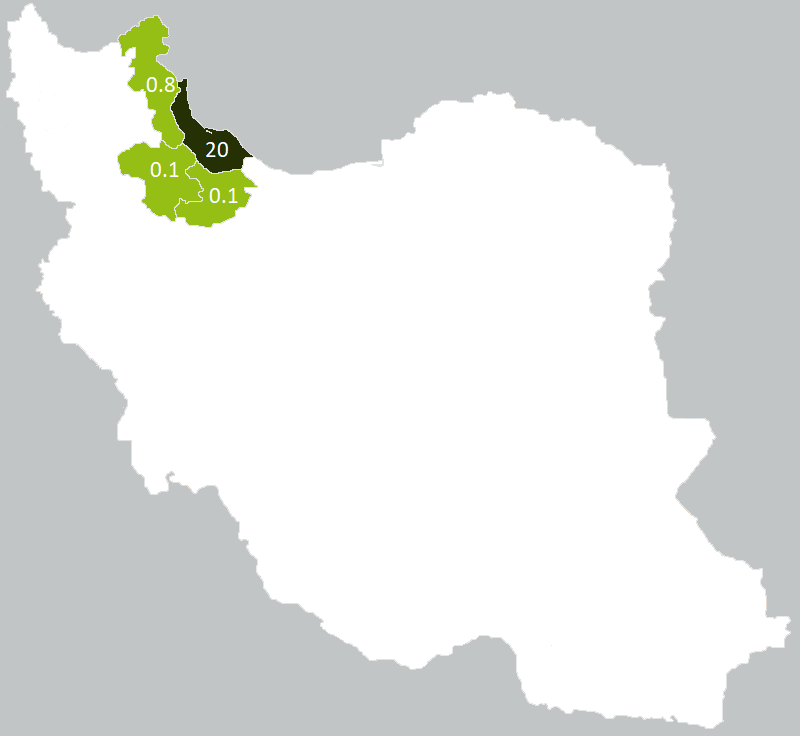
Talisch-sprachige Bevölkerung im Iran

## Belege
1. 1 2  Iran. Abgerufen am 16. März 2020 (französisch).